# Edmund Waldow

Edmund Waldow

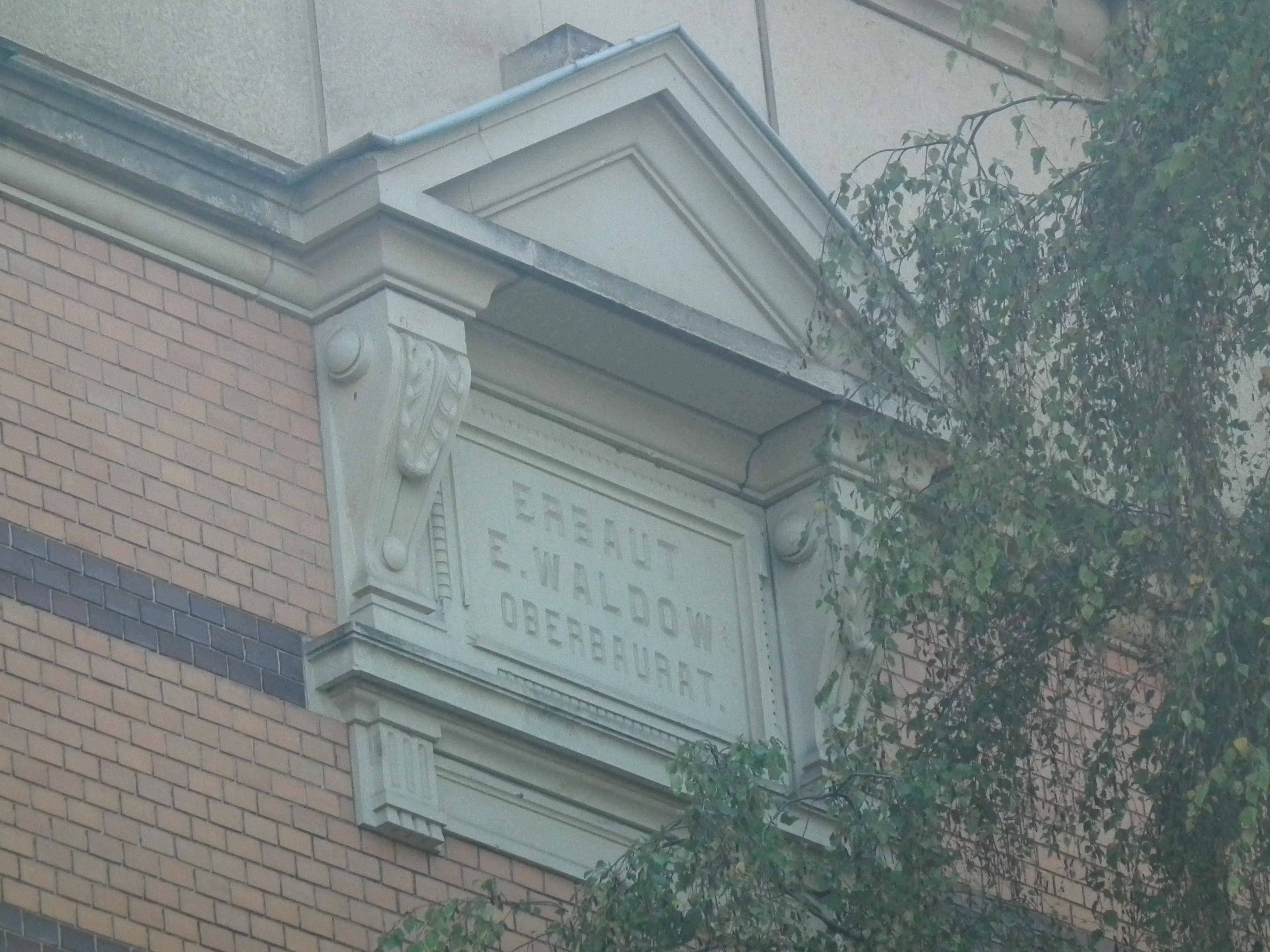
Inschrift am Gymnasium Dresden-Plauen

Edmund Waldow (* 4. Oktober 1844 in Stolp in Hinterpommern; † 7. September 1921 in Dresden; vollständiger Name: Hermann Heinrich Edmund Waldow) war ein deutscher Architekt und sächsischer Baubeamter.

## Leben
Waldow besuchte die Baugewerkschule Dresden und die Polytechnische Schule Dresden. Von 1863 bis 1866 studierte er an der Bauschule der Dresdner Kunstakademie unter Hermann Nicolai und Friedrich Arnold. Nachdem er ein zweijähriges Praktikum in Zwickau absolviert hatte, arbeitete er bis Ende 1869 in Nicolais Atelier. 1870 begann er eine Laufbahn im sächsischen Staatsdienst und wurde Landbauinspektor in Zwickau und seit 1875 Bezirksbaumeister in Plauen. Nachdem er seit 1883 als Landbaumeister erneut in Zwickau tätig gewesen war, wurde er 1887 als Landbauamtsvorstand nach Dresden berufen. Seit 1895 war er Oberbaurat im sächsischen Finanzministerium. 1897 wurde er mit der Leitung des gesamten sächsischen Hochbauwesens betraut und zum Geheimen Baurat und zum Vortragenden Rat befördert. 1912 verlieh die Technische Hochschule Dresden Waldow die Ehrendoktorwürde (als Dr.-Ing. E.h.). 1913 trat er in den Ruhestand.
Edmund Waldow schuf unter anderem den Entwurf für das Dienstgebäude der sächsischen Ministerien des Inneren, der Justiz und des Kultus in Dresden, das so genannte Gesamtministerium (seit 1996 Sitz der Sächsischen Staatskanzlei). In Dresden war er Mitglied und Meister vom Stuhl der Freimaurerloge Zum goldenen Apfel.

## Schriften
- Handwörterbuch des Hochbauwesens im Königreich Sachsen. 2. Auflage. Rossberg, Leipzig 1902.